# أنتونيو مازوتا
أنتونيو مازوتا (بالإيطالية: Antonio Mazzotta) (2 أغسطس 1989 بباليرمو في إيطاليا - ) هو لاعب كرة قدم إيطالي في مركزي الظهير والدفاع. شارك مع منتخب إيطاليا تحت 20 سنة لكرة القدم ومنتخب إيطاليا تحت 21 سنة لكرة القدم. أما مع النوادي، فقد لعب مع نادي باليرمو ونادي بيسكارا ونادي تشيزينا ونادي كاتانيا ونادي كروتوني ونادي ليتشي.

## وصلات خارجية
- أنتونيو مازوتا على موقع الاتحاد الدولي (مؤرشف)  (الإنجليزية)
- أنتونيو مازوتا على موقع قاعدة بيانات كرة القدم.إي يو (الإنجليزية)
- أنتونيو مازوتا على موقع Soccerway.com (الإنجليزية)
- أنتونيو مازوتا على موقع عالم كرة القدم.نت (الإنجليزية)
- أنتونيو مازوتا على موقع AS.com (الإسبانية)